# Caradrina pseudopertinax
Caradrina pseudopertinax är en fjärilsart som beskrevs av Charles Boursin 1940. Caradrina pseudopertinax ingår i släktet Caradrina och familjen nattflyn. Inga underarter finns listade i Catalogue of Life.